# Marion Rose Halpenny
Marion Rose Halpenny là một nhà văn chuyên viết về môn cưỡi ngựa và nữ kỵ mã, chào đời tại Lincoln, Lincolnshire, và nổi tiếng là nữ tác giả sân cỏ Lincolnshire, người đã viết một số bài báo và sách về đua ngựa, nhưng chủ yếu được biết đến với cuốn sách tiên phong của bà mang tên British Racing and Racecourses (Đua ngựa và Trường đua ngựa nước Anh), là cuốn sách đầu tiên thuộc thể loại này và gây được sự chú ý do tác giả là một phụ nữ, nơi mà những năm 1960/1970 vẫn là lĩnh vực dưới sự thống trị của nam giới. Cuốn sách là danh sách chi tiết của tất cả các trường đua ở Quần đảo Anh cùng với các hình ảnh minh họa và hướng dẫn đến từng trường đua và bề mặt đường đua của nó. Công trình toàn diện này chưa từng được thực hiện trước đây.
Nhằm chuẩn bị thông tin cho cuốn British Racing and Racecourses, bà đã đến thăm 60 trong số 62 đường đua được đề cập trong cuốn sách, (những đường lẻ là Ayr và Perth) và sử dụng rất nhiều thông tin mà bà thu thập được khi là một kỵ mã và chủ sở hữu ngựa đua. Bà biết từ kinh nghiệm cá nhân rằng những con ngựa có số thấp trong lễ bốc thăm gặp bất lợi đáng kể tại Edinburgh. Một trong những điểm nổi bật khi bà là chủ sở hữu của đường đua này là con ngựa của bà tên gọi Calm Palm, được rút thăm ở bên trong và dù nó bị những con ngựa khác va chạm mạnh trên sân bằng cùi chỏ nhẹ, nó vẫn dũng cảm xuất phát từ phía sau để về đích thứ hai..
Vào giữa những năm 1980, bà vẫn tham gia vào môn đua ngựa và một dự án giúp những người bình thường tham gia vào môn thể thao của các vị vua.
Bà kết hôn với nhà sử học quân sự người Anh Bruce Barrymore Halpenny. Họ có một cậu con trai, họa sĩ thương mại và nhà văn gọi là Baron Barrymore Halpenny.